# Kuru Kuru Kururin
Kuru Kuru Kururin (くるくるくるりん?) o kurukuru kururin è un videogioco rompicapo sviluppato da Eighting e pubblicato nel 2001 da Nintendo per Game Boy Advance. È il primo titolo della serie Kururin che comprende Kururin Paradise per Game Boy Advance e Kururin Squash! per Nintendo GameCube, due titoli che sono usciti solamente in Giappone.

## Trama
Il protagonista è un papero di nome Kururin che deve ritrovare i suoi nove fratelli, dispersi in altrettanti mondi, con l'ausilio del suo elicottero chiamato Helirin, una navicella allungata che ruota lentamente. Grazie all'aiuto del professor Hare e al suo addestramento iniziale, alla fine Kururin riuscirà a salvare la sua famiglia nei vari scenari del gioco.

## Modalità di gioco
Il giocatore controlla l'Helirin e deve manovrarlo attraverso una serie di percorsi senza toccare i muri: il player può regolare la direzione e la velocità, ma il suo compito è reso difficile dal fatto che l'helirin ruota continuamente. Il giocatore possiede tre vite, ogni volta che va a sbattere contro un muro se ne perde una e si ha una penalità di tre secondi. Il giocatore parte da un preciso start del percorso e arriva ad una precisa fine, in mezzo ci sono delle aree dove si possono recuperare le vite perse. 
Durante il gioco ci sono dei bonus da raccogliere, dei tempi migliori da battere e una stella d'oro è data a chi completa il livello senza incidenti. 
In Kuru Kuru Kururin sono presenti cinque modalità di gioco:
- Make Up: Permette di personalizzare l'elicottero utilizzando i vari oggetti conquistati nel corso del gioco. Sono disponibili varie forme e colori ed è possibile decorare l'elicottero con i paperi salvati, con i colori e le personalizzazioni raccolte.
- Practice: Permette di esercitarsi nei tracciati presenti nella modalità Adventure.
- Adventure: È la modalità avventura del gioco. Nella modalità avventura, oltre ad un tutorial facoltativo iniziale composto da cinque livelli, sono presenti nove differenti scenari: Grassland, Oceanland, Jungleland, Cakeland, Caveland, Cloudland, Starsland, Machineland ed infine Ghostland. Ogni livello (ad eccezione del tutorial) è composto da tre tracciati da compiere. Durante i primi due livelli generalmente si possono sbloccare gli oggetti per l'elicottero del protagonista. Nel terzo si salverà uno dei fratelli dispersi di Kururin. Ad ogni scenario si salva un fratello. Man mano che si procede nel gioco, la difficoltà aumenta.

- Challenge: Contiene alcuni livelli puzzle.
- VS: Permette di sfidare gli avversari usando il Game Boy Advance Game Link Cable. Kuru Kuru Kururin supporta infatti la modalità multiplayer, la quale permette fino a quattro giocatori di partecipare all'azione usando una sola cartuccia.

## I personaggi del gioco
- Kururin: È l'eroe del gioco, è un uccello blu con una sciarpa rosa e gli occhiali da aviatore.
- Il professor Hare; è un pilota veterano d'Helirin, è il mentore di Kururin.
- La mamma uccello: è la madre del protagonista e dei suoi fratelli scomparsi, lei dà il suo aiuto nel cercarlo.
- I fratelli e le sorelle di Kururin sono nove.

1. Chikurin: un giovane uccellino glu perduto in Grassland.
2. Hoyorin: un uccello perso in Ocealand.
3. Gizarin: un uccello viola che si è perso in jungleland.
4. Loverin: un piccolo uccello rosso con un cuore sulla testa, si è perso in Cakeland.
5. Gekirin: un grosso uccello arancione, si è perso in caveland.
6. Fuwarin: un piccolo uccello verde con un palloncino che lo solleva da terra. Con il suo palloncino, si è perso a Cloudland.
7. Maririn: un uccello femmina rosa che si è persa a Starland.
8. Pokorin: un piccolo uccello marrone che si è perso a Iceland.
9. Hikarin: un uccello arancione che si è perso nel mondo di Machineland.
10. Hyokorin: un piccolo uccello giallo, il più piccolo fratellino di Kururin. Lui si è perso a Gostcastle.

## Sviluppo del gioco
Kuru Kuru Kururin è stato sviluppato dalla Eighting ed è stato annunciato al Nintendo Space World del 2000.

## Eredità
L'elicottero di Kururin è presente come trofeo nel videogioco Super Smash Bros. Brawl.